# Alejandro Roces
Alejandro Roces Reyes (Manila, 13 de julio de 1924 – 23 de mayo de 2011) fue un prestigioso escritor y profesor filipino de lengua materna española. Fue Secretario de Educación de Filipinas entre los años 1961 y 1965, bajo el gobierno de Diosdado Macapagal.
Era hijo de Rafael Roces e Inocencia Reyes y contrajo matrimonio con Irene Yorston Viola (nieta de Máximo Viola). Durante la Segunda Guerra Mundial formó parte de la guerrilla contra los japoneses.
Una avenida de Ciudad Quezon está bautizada en honor de Alejandro Roces.
Su labor literaria más destacada fueron los ensayos y los relatos cortos, así como su obra teatral. También fue un activo y valorado columnista, editando colaboraciones habituales en el ‘’Philippine Star’’, el ‘’Manila Chronicle’’ y el ‘’Manila Times’’.
En el momento de su muerte era director de la Academia Filipina de la Lengua Española.

## Obra (selección)
- 1959: Of Cocks and Kites
- 1980: Fiesta
- 2005: Something to Crow About (primera zarzuela filipina en inglés)

## Premios y reconocimientos (selección)
- 1990: Premio Zobel
- 2003: Premio Nacional de Literatura de Filipinas
- Premio “Rizal Pro Patria”, Filipinas
- Gran Cruz al Servicio de ka República Federal Alemana
- Orden de Isabel la Caóolica, España
- Gran Cruz la Orden del Mérito Civil, España
- Orden del Águila Azteca, México
- Tanda Kehormatan Bintang Mahaputera, Indonesia
- Grand Maitre de L’Ordre National, Malasia
- Orden del Elefante Blanco, Tailandia
- Orden de la Estrella Brillante, China
- Premio Legado de María Clara